# Jerry Gershwin
Pour les articles homonymes, voir Gershwin.
Jerome "Jerry" Gershwin (20 avril 1926 - 17 septembre 1997) est un producteur de cinéma américain. Il est surtout connu pour sa longue collaboration avec Elliott Kastner. Il a été membre de l'Academy of Motion Picture Arts and Sciences.
Gershwin est né à New York. Il est mort à l'âge de 71 ans, à Los Angeles de la leucémie.

## Filmographie partielle
- 1966 : Détective privé de Jack Smight
- 1968 : Quand les aigles attaquent de Brian G. Hutton
- 1968 : La Nuit du lendemain d'Hubert Cornfield et Richard Boone
- 1970 : Tam-Linde Roddy McDowall
- 1970 : The Walking Stick (en) d'Eric Till
- 1970 : A Severed Head de Dick Clement
- 1971 : Commando pour un homme seul d'Étienne Périer
- 1975 : Le Solitaire de Fort Humboldt de Tom Gries
- 1986 : Nomads de John McTiernan
- 1993 : Les Princes de la ville de Taylor Hackford